# Ligeti József
Ligeti József Löfler (Budapest, 1897. december 10. – Budapest, 1985. január 28.) magyar balettművész, színi rendező.

## Életútja
Pályáját táncosként kezdte, balettmesteri oklevelét Párizsban szerezte (1921), a kolozsvári Román Opera balettmestere (1921-28), közben Salzburgban Max Reinhardttól rendezést tanult s Becsky Andorral, Szentimrei Jenővel közösen részt vett a Studió közös román-magyar művészeti társaság megalapításában. Berlinben színi rendező (1929-31), a Forradalmi Proletár Írók Szövetségének tagja, majd Bukarestben a GTM (Grupa Teatrală Muncitorească) vezetője s a 13-1 nevű avantgárd színtársulat rendezője (1932-33). Később Budapesten szervezett munkásszínpadot s a Városi Színház operatagozatának főrendezője (1935-36). Pályáját Párizsban folytatta, ahol színházi szerző, rendező és táncos (1937-39); részt vett az ellenállásban, majd megalakította a Comédiens du Peuple szakszervezeti színházat (1945). Hazatérve a budapesti MKSZ (Munkás-Kultúrszövetség) színházi szakosztályát vezette (1946), ezután Kolozsvárt kapcsolódott be a munkásszínjátszásba, 1947-től pedig már az I. C. Frimu Színház igazgatója Bukarestben. 1949-től a iaşi-i Nemzeti Színház, 1952-től a sepsiszentgyörgyi Állami Magyar Színház főrendezője, 1958-tól a bukaresti Petőfi Sándor Művelődési Ház művészeti vezetője nyugalomba vonulásáig (1960). Magyarországra települt át 1963-ban.

## Munkássága
Sorsa végighurcolta Európán, s az avantgárd és proletkult sajátos ötvözésével járult hozzá mind a magyar, mind a román művészeti élet fejlesztéséhez. Balettmesteri leleményességgel megírt koreográfiai munkáját a modern táncról Kolozsvárt a Lepage könyvkereskedés adta ki (1925), s Gaál Gábor szatirikus szavalatait Európai jazz c. táncpoémájával kísérő "S. O. S.-est"-je (1928) felkeltette az erdélyi értelmiség figyelmét. A Ligeti-féle munkás színi rendezések közül kiemelkedett Párizsban, Budapesten és Bukarestben A felszabadult Dandin György címen bemutatott Molière-feldolgozása; e teljesítményét egykorú kritikájában Eugène Ionesco, Eugen Jebeleanu, Benedek Marcell, Tabéry Géza üdvözölte.
Ars poeticáját a művész A romániai munkás-színjátszás múltjából c. alatt maga foglalta össze (Korunk, 1958/1), kiadatlan önéletrajzának két fejezetét A Hét közölte: a Balett és irodalom (1978/30), ill. a Berlinbe mentem forradalmat csinálni (1978/49) c. emlékiratrészletek Erwin Piscator, Balázs Béla, Dienes László, Moholy-Nagy László társaságában kifejtett működéséről számolnak be.

## Kötete
- A ma tánca (Kolozsvár, 1925).